# Diplocarpon saponariae
Diplocarpon saponariae är en svampart som först beskrevs av Vincenzo de Cesati, och fick sitt nu gällande namn av John Axel Nannfeldt 1936. Diplocarpon saponariae ingår i släktet Diplocarpon och familjen Dermateaceae.  Arten är reproducerande i Sverige. Inga underarter finns listade i Catalogue of Life.